# 伊達成宗
伊達成宗（1435年—1487年10月11日（有異說））是伊達氏第12代當主。第11代當主伊達持宗的次男。母親是憲德院。正室是大崎教兼之女。官位是從四位上兵部少輔。
名字在日語讀音中多數讀成，但是因為名字中的「成」字是由足利義成（後來的義政）下賜，所以被認為應該讀成與義成的「成」字一樣的為正確。

## 生平
繼承父親持宗之後而成為家督，同時就任奧州守護（『駿河伊達家文書』）。在文明15年（1483年）上洛並向足利將軍家獻上共23把太刀、95匹馬、380兩砂金、以及5萬7千疋錢，這令日本中央認可伊達氏為奧州第一的勢力。長享2年（1488年），大崎氏發生內亂，由於妻子是出身大崎家而幫助大崎氏當主大崎義兼，主要是為使之復歸當主。
卒年不詳，不過在伊達氏的史書上所記載為長享元年（1487年）被視為最可信。如果這個年份是正確的話，前述介入大崎氏乞亂的並不是成宗，而是成宗的兒子尚宗。以後伊達氏代代子孫皆舉行著成宗的追悼祭禮。